# 86-я стрелковая дивизия (1-го формирования)
86-я стрелковая Казанская Краснознамённая дивизия имени Президиума Верховного Совета Татарской АССР — воинское соединение Вооружённых Сил СССР, принимавшее участие в советско-польской войне 1939 года, а также в Великой Отечественной войне.

## История дивизии
Дивизия развёрнута в Казани приказом войскам Приволжского военного округа № 1086/1810 от 23 мая 1922 года из 1-й Казанской отдельной стрелковой бригады (в свою очередь, сформированной ранее на базе стрелковой бригады 16-й стрелковой дивизии и запасной стрелковой бригады города Саранска) как 1-я стрелковая дивизия. Приказом РВСР № 2414/455 от 18 октября 1922 года ей было присвоено наименование 1-й Казанской стрелковой дивизии, в декабре 1923 года была переведена на территориальное положение. Приказом РВС СССР № 167 от 29 июля 1930 года дивизии было присвоено имя ЦИК Татарской АССР. Приказом НКО № 072 от 21 мая 1936 года дивизия была переименована 86-ю Казанскую стрелковую дивизию имени ЦИК Татарской АССР. 3 октября 1939 года на базе части личного состава дивизии была сформирована 111-я стрелковая дивизия, а оставшаяся часть была переформирована в мотострелковую дивизию. Приказом НКО № 0150 от 16 июля 1940 года была вновь переформирована в стрелковую и переименована в 86-ю стрелковую Казанскую дивизию имени Президиума Верховного Совета Татарской АССР.
Принимала участие в Зимней войне. Указом Президиума Верховного Совета СССР от 21 марта 1940 года «О награждении войсковых частей и соединений Красной Армии орденами СССР» за образцовое выполнение боевых заданий командования на фронте борьбы с финской белогвардейщиной и проявленные при этом доблесть и мужество была награждена Орденом Красного Знамени.
По состоянию на 22 июня 1941 года дивизия дислоцировалась в Цехановеце, причём штаб дивизии находился на участке обороны соседней слева, 113-й стрелковой дивизии, а части дивизии должны были оборонять участок Цехановец — Чижев. Вся артиллерия дивизии находилась на сборах в Червоном Бору юго-западнее Ломжи
В составе действующей армии с 22 июня 1941 по 19 сентября 1941 года.
В час ночи 22 июня штаб дивизии был поднят по тревоге. В 2-40 полки дивизии выступили на территорию участков обороны согласно плану прикрытия госграницы. Артиллерийские полки вышли из Червоного Бора для поддержки стрелковых полков. До выхода 113-й стрелковой дивизии для обороны участка в Цехановец для его прикрытия была оставлена полковая школа 330-го стрелкового полка с одной батареей. 113-я стрелковая дивизия была рассеяна на марше в Цехановец. По одной из версий, в Цехановеце оборонялись полковая школа 330-го стрелкового полка, подразделения штаба дивизии и 96-й отдельный батальон связи. По другой версии, после артобстрела города, командование дивизии в панике покинуло город. Так или иначе, Цехановец был потерян в первый день войны, и вдоль левого фланга дивизии началось беспрепятственное наступление войск противника. В 8-00 330-й стрелковый полк вместе с разведбатом дивизии с ходу атаковал немецкие части в районе Даброво. Полк поддерживал артогнем 383 гап дивизии. В 11-00 командир 169-го стрелкового полка донёс, что ведёт бой с противником во взаимодействии с частями 64-го укреплённого района в районе Порцеле-Залесье и при поддержке 248 артполка дивизии. 284-й стрелковый полк дислоцировался около местечка Шепетово, и вышел в район Анджеево только в 12-00. Во второй половине дня обороне способствовал огнём приданный 124-й гаубичный артиллерийский полк. Однако во второй половине дня оборона 330-го стрелкового полка была прорвана, силами 330-го и 284-го стрелковых полков был организован контрудар, оказавшийся безуспешным. К вечеру 22 июня 1941 года бой прекратился и поздним вечером был получен приказ дивизии на отход.
Дивизия организованно отошла на рубеж реки Нарев в район Сураж — Лапы. 24 июня 1941 года её позиции подверглись мощнейшему авиа- и артиллерийскому удару и позиции дивизии были прорваны. Противник устремился на северо-восток. На утро 25 июня 1941 года дивизия находилась в районе Ухово, Докторцы близ города Лапы, по существу находясь в окружении. Единственный выход для неё оставался через Белосток. 26 июня 1941 года дивизия туда и направилась, оставив заслон на Нареве, который отбив несколько атак и истратив все боеприпасы, подорвал орудия и ушёл на восток. При этом 330-й стрелковый полк, который на Нареве был отрезан от дивизии, выходил самостоятельно в ночь на 27 июня 1941 года. По пути к полку присоединились разрозненные подразделения 13-й стрелковой дивизии и более роты танков 25-й танковой дивизии.
Восточнее Белостока дивизия попала под авиационный налёт, который принёс особо большие потери остаткам обоих артиллерийских полков. В конечном итоге, остатки дивизии были окончательно уничтожены западнее реки Зельвянка.
Дивизия была официально расформирована 19 сентября 1941 года.

## Подчинение
| Дата              | Фронт (округ)  | Армия      | Корпус (группа)       | Примечания |
| ----------------- | -------------- | ---------- | --------------------- | ---------- |
| 22 июня 1941 года | Западный фронт | 10-я армия | 5-й стрелковый корпус |            |
| 01 июля 1941 года | Западный фронт | 10-я армия |                       |            |

## Состав
- 169-й стрелковый Краснознамённый полк
- 284-й стрелковый полк
- 330-й стрелковый полк
- 248-й артиллерийский полк
- 383-й гаубичный артиллерийский полк
- 128-й отдельный истребительно-противотанковый дивизион
- 342-й отдельный зенитный дивизион
- 109-й разведывательный батальон
- 120-й отдельный сапёрный батальон
- 95-й отдельный батальон связи
- 14-й медико-санитарный батальон
- 20-й автотранспортный батальон
- 31-я полевая хлебопекарня
- 32-я дивизионная ремонтная мастерская
- 366-я полевая почтовая станция
- 626-я полевая касса Госбанка

## Командиры
- Калинин, Степан Андрианович (09.08.1923 — 03.1926);
- Смирнов, Андрей Семёнович (.06.1938 — 08.1938), врид[4];
- Новосельский, Юрий Владимирович (с 27.07.1938 по 13.05.1940), комбриг, комдив;
- Зашибалов, Михаил Арсентьевич (с 14.05.1940 по 30.06.1941), полковник.

## Герои Советского Союза
- Болесов, Иван Егорович, младший командир, механик-водитель танка 62-го танкового полка.
- Вазетдинов, Гимазетдин Вазетдинович, младший лейтенант, командир роты 330-го стрелкового полка.
- Грисюк, Антон Степанович, лейтенант, командир роты 330-го стрелкового полка.
- Дмитриев, Максим Васильевич, старшина, старший механик-водитель танка 109-го отдельного разведывательного батальона.
- Доценко, Василий Данилович, старший политрук, военный комиссар батальона 330-го стрелкового полка.
- Елисеев, Александр Николаевич, лейтенант, командир взвода противотанковых орудий 284-го стрелкового полка.
- Зашибалов, Михаил Арсентьевич, полковник, командир 169-го стрелкового полка.
- Ибрагимов, Хабибулла Ибрагимович, младший лейтенант, командир артиллерийской батареи 128-го противотанкового дивизиона.
- Клыпин, Николай Якимович, старший лейтенант, начальник штаба батальона 62-го танкового полка.
- Нигматуллин, Гафият Ярмухаметович, младший политрук, заместитель политрука мотострелковой роты.
- Пислегин, Виктор Кузьмич, красноармеец, башенный стрелок 62-го танкового полка.
- Пузанов, Лев Илларионович, старший лейтенант, командир 2-го батальона 169-го стрелкового полка.
- Рахимов, Бакий, красноармеец, пулемётчик 109-го разведывательного батальона.
- Сабиров, Хафиз Сабирович, младший лейтенант, командир пулемётного взвода 169-го стрелкового полка.
- Спирьков, Степан Петрович, капитан, заместитель командира 849-го стрелкового полка по строевой части.
- Фролов, Александр Фёдорович, отделенный командир, старший механик-водитель танка 62-го танкового полка.
- Чепуренко, Анатолий Алексеевич, лейтенант, командир танкового взвода 109-го отдельного разведывательного батальона.

## Люди связанные с дивизией
- Горелик, Цаллер Абрамович (1902—19??) — советский военачальник, полковник. В 1919—1920 гг. служил в Новозовской волости Бобруйского уезда под контролем командования дивизии.
- Климахин, Сергей Ефимович (1902—1959) — советский военачальник, полковник. В 1922—1931 гг. служил пом. командира роты, командиром взвода, роты и батальона, исполнял должность для поручений при пом. командира полка по хоз. части 2-го Ульяновского стрелкового полка.
- Кутлин, Заки Юсупович (1900—1942) — советский военачальник, генерал-майор. В 1931—1933 гг. служил начальником штаба 2-го Ульяновского стрелкового полка, затем переведен на должность пом. начальника штаба дивизии.
- Лобанов, Георгий Павлович (1925—1931) комбат, помпохоз 1-го Казанского стрелкового 1-й Казанской стрелковой дивизии. В последующем советский военачальниик, генерал-майор танковых войскЛобанов, Георгий Павлович. Танковый фронт: 1939—1945. Дата обращения: 9 февраля 2023..
- Максутов, Рахим-Сагиб Гареевич (1899—1949) — советский военачальник, генерал-майор. В 1923—1924 гг. служил командиром взвода в 1-м стрелковом полку.
- Смотров Иван Андреевич[бел.] (1918—1975) — политрук 169-го стрелкового полка, с февраля 1944-го командир партизанской бригады «Советская Беларусь»[бел.].
- Томилов, Дмитрий Иванович (1901—1968) — советский военачальник, генерал-майор. С 18 ноября 1937 по 24 апреля 1938 годов — временный исполняющий должность командира дивизии[5].